# Gilberto Reis
Gilberto Reis é um autor, escritor, dramaturgo e redator mexicano. Ficou conhecido por escrever o folhetim mexicano La mentira, de 1998.